# 哈帕斯托姆

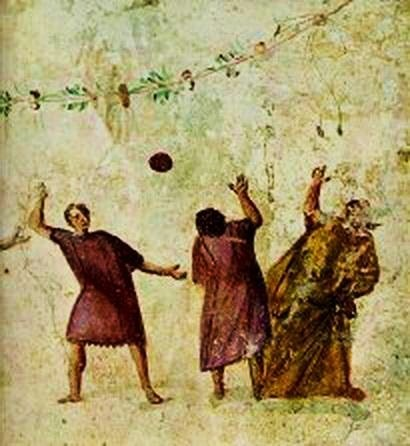
一幅古罗马壁画中的一堆人正在玩哈帕斯托姆

哈帕斯托姆是羅馬帝國境內流行的一种球类运动。球員玩的球呈椭圆形而且很硬，大小和硬度可能与壘球差不多，而且球里面塞满了羽毛。 哈帕斯托姆的過程比較暴力，經常有球員倒地不起。